# 里卡河 (桑河支流)
里卡河（羅馬化：Rika）是烏克蘭的河流，位於該國西部利沃夫州，屬於桑河的右支流，發源自尚德羅韋齊以南，河道全長19公里，流域面積38.2平方公里。